# 不換紙幣
不換紙幣（ふかんしへい）は、正貨たる金貨や銀貨である本位貨幣と兌換（だかん）が保障されていない法定紙幣（英: fiat money）。政府の信用で流通する通貨であることから、信用紙幣（英: faith money）とも称する。

## 概要
先進国が発行する紙幣は、ほぼ全て不換紙幣である。政府が政策金利の調整や徴税などにより通貨流通を管理することでインフレーションを制御し、不換紙幣は安定して流通することができる。

## 特質
不換紙幣には次のような特質がある。
- 政府の信用を基礎としており、これがない限り本質的には役には立たない
- 兌換紙幣とは異なり一定量の貴金属と兌換できるわけではなく何ら裏付けを持たない
- 紙幣を生産するのに費用がかからない

## 歴史
世界初の紙幣は宋代に鉄銭の預り証として発行された交子だが、濫発されるに従い兌換は停止されて事実上の不換紙幣となる。中国の貨幣制度史に詳述がある。19世紀から20世紀中盤における紙幣は金貨や銀貨と交換が前提とされた兌換紙幣であり、交換不可な紙幣は不換紙幣と称された。1929年の世界恐慌を機に金本位制の廃止が世界で相次ぐ。日本は、関東大震災により遅れるも1931年に犬養毅内閣が金輸出を再禁止し、金本位制を廃止する。日本銀行券は事実上兌換紙幣ではなくなる。1942年に日本銀行法を制定し、兌換義務のない不換紙幣の発行を可能とする管理通貨制度を制定する。
1945年にブレトン・ウッズ体制で1オンス=35米国ドルの金本位制が取る兌換紙幣であり、先進国の通貨もアメリカの通貨米ドルとの固定為替相場制を介するという形で、間接的に金本位制となっていた。しかし、1971年8月のいわゆるニクソン・ショック以降は金と米ドルの兌換が停止される。同年12月にスミソニアン協定で1オンス=38米国ドルの価値を下げつつも兌換紙幣の性格を維持しようとしていたが、1973年までに変動相場制に移行する形で1米国ドルの先進国の兌換紙幣としての性格は有名無実化することになった。1976年1月にIMFで変動相場制と米国ドルの金本位制廃止が正式に確認され、1978年4月に協定発効に伴って先進国の流通通貨における兌換紙幣は無くなった。

## 日本における不換紙幣
日本銀行券では、題号が単に「日本銀行券」であり、兌換文言がないものが不換紙幣となる。具体的には、い号券のうち「日本銀行兌換券」であるい五圓券以外の5種・ろ号券・A号券・B号券・C号券・D号券・E号券及びF号券（未発行紙幣ではは号券も）である。ただしそのうちい壹圓券以外のい号券・ろ号券及びA拾錢券・A五銭券は現在通用停止となっている。
ただし、題号が「日本銀行兌換銀券」「日本銀行兌換券」となっているものでも、次のような歴史的経緯で通用期間の途中から（場合によっては有効だった全期間にわたって）事実上の不換紙幣となっている。
- 「日本銀行兌換銀券」の旧壹圓券及び改造壹圓券は1897年（明治30年）10月に銀本位制から金本位制へ移行した際に兌換されるべき1円金貨が製造されなかったことから事実上の不換紙幣となり、1942年（昭和17年）5月の日本銀行法施行による金本位制の廃止に伴って法的にも不換紙幣として扱われることになり、法律上の効力を維持したまま不換紙幣扱いとして現在に至る。なお額面5円以上の「日本銀行兌換銀券」は金本位制への移行に伴い金兌換券扱いとされ、1931年（昭和6年）12月の金兌換停止に伴い、それ以降は事実上の不換紙幣となり、兌換銀行券整理法により1939年（昭和14年）限りで通用停止となった。
- 金兌換の「日本銀行兌換券」（金兌換券扱いとされていた「日本銀行兌換銀券」も含む）は1931年（昭和6年）12月の金兌換停止に伴い、それ以降は事実上の不換紙幣となった。その後一部は兌換銀行券整理法により1939年（昭和14年）限りで通用停止、残りも1946年（昭和21年）の新円切替により通用停止となったことで、現在では金兌換の「日本銀行兌換券」は全て通用停止となっている。なおそのうち発行開始当初から有効だった全期間にわたって事実上の不換紙幣となっていた日本銀行兌換券は、い五圓券・丙貳百圓券・丁貳百圓券・甲千圓券の4種である。

また、日本銀行券以外の日本で流通していた円・銭単位の紙幣では、明治通宝・国立銀行紙幣新券（旧券は金兌換券）・改造紙幣・小額政府紙幣が不換紙幣として発行されていたが、これらも現在では全て通用停止となっている。